# Iván García Guerra
Iván García Guerra  (San Pedro de Macorís, República Dominicana, 26 de febrero de 1938 - Santo Domingo, 22 de marzo de 2025) fue un actor de teatro, narrador, periodista, dramaturgo, profesor y director de teatro dominicano reconocido en el año 2015 con el Gran Soberano, la máxima distinción que se otorga dentro de los Premios Soberano.
En honor al actor Arisleyda Beard el 5 de enero de 2010 fundó la escuela de teatro y sala de presentaciones Iván García teatro escuela en la ciudad de Puerto Plata.

## Inicios
Se inició como actor de teatro en el 1955 con El gran teatro del mundo en el papel de “El Pobre”. Desde entonces se ha mantenido activo. Ha sido aplaudido, además, por sus caracterizaciones protagónicas.

## Carrera profesional

### Actor
Ha actuado en diversas obras tales como El divino impaciente, Un sombrero lleno de lluvia, Un tal Judas, Se busca un hombre honesto, Entre alambradas, Esperando a Godot, Edipo Rey, Duarte, fundador de una república, Rashomon, La ópera de tres centavos, Espigas maduras, El león en invierno, Entre Dios y el Diablo, Mistiblú, Largo viaje del día hacia la noche, Las alegres comadres de Windsor, En casa de Romeo, Julieta de palo, La Controversia de Valladolid, Interioridades, El flautista de Hamelín, Amadeus, Canción de Navidad, ¿Qué tiene de malo?, Evita, Eva Perón, La Bella y la Bestia, Las brujas de Salem, El beso de la mujer araña, Carta a Trujillo, Réquiem para la noche de un viernes, y en más de otros 200 personajes, la mayoría protagónicos. Sus experiencias teatrales comprenden, además de todas las técnicas escénicas, la actuación, la dirección, la dramaturgia y el profesorado.

### Director de teatro
La primera obra dirigida por él fue Julio César de William Shakespeare, en el año 1958. Y su primera creación dramática, Más allá de la búsqueda, se estrenó en el 1.er Festival de Teatro Dominicano, celebrado en Bellas Artes en el 1963.

### Escritor
Ha publicado cuatro libros que recogen algunas de sus piezas: Más allá de la búsqueda, Teatro de Iván García Guerra, Andrómaca y Retratos de una Guerra; más un libro de cuentos La guerra no es para nosotros, y Antología narrativa, que reúne treinta y un cuentos seleccionados de sus colecciones Mientras el alba no llegaba, El ocaso de Piscis, Cuentos de la esperanza escondida, Semana Santa, La guerra no es para nosotros, Trilogía, Siglo Veinte y El Gran Cuento, autobiografía en siete partes. También una obra alrededor de la historia dominicana: Peregrinaje, traducida al inglés y editada en ambos idiomas. Algunos de sus obras teatrales y sus cuentos han sido recogidos en antologías españolas, argentinas, mexicanas, venezolanas y alemanas. En la actualidad se encuentran en proceso de publicación sus libros: Manual de actuación, Manual de dirección, Manual de dramaturgia, Historia del teatro mundial, Historia del teatro dominicano, Historia inferida de la actuación, un Diccionario Enciclopédico del Teatro Dominicano, una selección de nuevos textos para teatro, y Teatro en verso y versos teatrales. También una antología poética: Gritos y meditaciones.

### Profesorado
Fue el fundador del Teatro de la Universidad Católica Madre y Maestra, donde impartió clases de Actuación y Gramática Española durante los años 1966 y 1967. 
En el 1968 y 1969 dio clases de Español y de Literatura Latinoámericana en el “Colegio de Oswego” de la Universidad del Estado de Nueva York. 
Durante diez años fue profesor de Cultura y Arte en el “Instituto Yody”. 
En el 1994 y 1995, catedrático de Creatividad Publicitaria en la Universidad Iberoamericana (UNIBE).
En el momento de la reforma de la Escuela de Arte Dramático de Bellas Artes fungió como Director y desde entonces se desempeñó como profesor de Introducción al Teatro, Actuación, Dirección Teatral, Montaje, Dramaturgia, Expresión Oral y Dominicanidad. 
En el año lectivo 2001/2002, luego de su jubilación como Servidor Público durante 47 años, fue profesor Invitado de Actuación del 2º Nivel. 
Durante el período 2001-2002 dictó cátedra de Teatro y Sociedad en el Instituto Superior de Bellas Artes. 
Desde 1995 hasta el 2002, fue profesor de Actuación, Dirección y Producción Teatrales, Montaje, Dramaturgia, y Director del Departamento de Arte Dramático del Instituto de Cultura y Arte de Santiago. Además ha impartido numerosos cursillos de Actuación, Dirección Teatral y Dramaturgia en los clubes de Santo Domingo, en la Sala de la Cultura del Teatro Nacional, en el Instituto Cultural Dominico Americano, y en Casa de Arte y el Gran Teatro Cibao de Santiago.
Durante tres años 1999-2001 dictó charlas sobre Teatro Dominicano para el “Programa para Estudiantes Extranjeros” en la Universidad Autónoma de Santo Domingo (UASD).
Ha sido director del Teatro Bellas Artes en cuatro ocasiones. 
Ocupó durante dos años el puesto de director nacional de Drama, de la Secretaría de Estado de Cultura.

## Vida política
Dentro de su compromiso moral frente al pueblo dominicano, participó en el “Movimiento 14 de Junio” y posteriormente en la “Agrupación Política 14 de Junio”. Estuvo involucrado en la conspiración para el derrocamiento y muerte del tirano Trujillo. Participó en la guerra patria conocida como “La Guerra de Ábril”. Desde entonces ha permanecido fuera de organizaciones partidistas, aunque se mantiene solidario y activo con los movimientos patrióticos y las causas que considera justas.

## Vida personal
Está casado con Frances Brenes Guridi, con quien ha procreado cuatro hijos: Lakshmi, Surya, Buddhanjali y Ramakósmiko, quienes, hasta el momento les han regalado siete nietos: Liam, Vincent, Isabella, Enya, Federico Iván, Ziah y Luca Alejandro. En la actualidad es Asesor Artístico y Cultural de la Fundación Juan Bosch, de la Biblioteca Nacional y profesor de Drama en la St. Michael’s School.

## Obra

### Libros
- 1963-1981 Teatro, 1963-1981
- 1967: Más allá de la búsqueda
- 1983: Andrómaca
- 2000: Memorias de abril
- 2009: Retratos de una guerra

### Cuentos
- 1979: La guerra no es para nosotros: Relatos
- 2007: Antología narrativa | ISBN 9993442631, 9789993442639
- 2014: Tiranía... Libertad (Colección Narrativa nº 1)
- Mientras el alba no llegaba
- El ocaso de Piscis
- Cuentos de la esperanza escondida
- Semana Santa
- Trilogía
- Siglo XX
- El Gran Cuento

### Obras Teatrales
Sus principales obras teatrales son:
- 1967: Don Quijote de todo el mundo
- 1967: Un héroe más para la mitología
- 1967: Los hijos del Fénix
- 1967: Fábula de los cinco caminantes
- 1993: Solitud
- 0000: Los tiranos
- 0000: Interioridades
- 0000: Soberbia
- 0000: Un puente a la esperanza
- 0000: Entre la Paz y la Paz
- 0000: Natifixión
- 0000: Vivir, buena razón
- 2002: Memorias de abril
- 0000: Otros retratos
- 0000: Peregrinaje

Algunas de éstas han sido presentadas tanto en Latinoamérica, como en los Estados Unidos y Europa.

### En proceso de publicación
- Manual de actuación (Publicado)
- Manual de dirección (Publicado)
- Manual de dramaturgia
- Historia del teatro mundial
- Historia del teatro dominicano
- Historia inferida de la actuación
- Diccionario enciclopédico del teatro dominicano
- Teatro en verso y versos teatrales
- Gritos y meditaciones

## Filmografía

### Obras de Teatro, como actor
- El divino impaciente
- Un sombrero lleno de lluvia
- Un tal Judas
- Se busca un hombre honesto
- Entre alambradas
- Esperando a Godot
- Edipo Rey
- Duarte, fundador de una república
- Rashomon
- La ópera de tres centavos
- Espigas maduras
- El león en invierno
- Entre Dios y el Diablo
- Mistiblú
- Largo viaje del día hacia la noche
- Las alegres comadres de Windsor
- En casa de Romeo, Julieta de palo
- La controversia de Valladolid
- Interioridades
- El flautista de Hamelín
- Amadeus
- Canción de Navidad
- ¿Qué tiene de malo?
- Eva Perón
- Evita
- La Bella y la Bestia
- Las brujas de Salem
- El beso de la mujer araña
- Carta a Trujillo
- Réquiem para la noche de un viernes
- Le Prénom

### Películas
Participación como actor:
- 2003: Dreaming of Julia aka Sangre de Cuba aka Cuba Libre dirigida por Juan Gerard como Mr. Marro
- 2004: Los locos también piensan dirigida por Humberto Castellanos
- 2005: The Lost City dirigida por Andy Garcia como Senator Cossio
- 2005: La maldición del Padre Cardona dirigida por Félix Germán como Padre X
- 2005: El secreto de Neguri dirigida por Ángel Luis Arambilet Álvarez, Pedro Guzmán y Esteban Martín; como Armando Neguri
- 2007: Mi novia está de madre dirigida por Archie López como Alberto
- 2007: Operación Patakón dirigida por Tito Nekerman como Dionisio
- 2012: El hoyo del diablo dirigida por Francis "El Indio" Disla como Profesor
- 2014: Duarte: Traición y gloria dirigida por Leo Silverio como Duarte
- 2014: No hay más remedio dirigida por José Enrique Pintor como Roberto
- 2015: Del color de la noche dirigida por Agliberto Meléndez

### Series TV
- 2007: Trópico I dirigida por Caridad Delgado, Miluska Rosas, Jorge Tapia, Pablo Vásquez y Luis Barrios como Héctor Masias (2007)

## Premios y nominaciones

### Premios Casandra
| Año  | Categoría      | Renglón                                 | Resultado |
| ---- | -------------- | --------------------------------------- | --------- |
| 2008 | Mejor director | Obra Réquiem para un viernes a la noche | Nominado  |
| 2009 | Mejor actor    | Obra Réquiem para un viernes a la noche | Ganador   |

### Premios Soberano
| Año  | Categoría       | Renglón               | Resultado |
| ---- | --------------- | --------------------- | --------- |
| 2015 | Trayectoria     | Trayectoria Artística | Ganador   |
| 2015 | Máximo Galardón | Gran Soberano         | Ganador   |

### Otros premios
Ha sido ganador de numerosos premios como actor, director y dramaturgo. Entre ellos destacan:
- 1966: Concurso Historia Corta como mejor director patrocinado por La Máscara
- 2000: Premio Nacional de Teatro Cristóbal de Llerena por Andrómaca y Memorias de abril
- 2002: Premio Internazzionale Lumiere 2002 por su trabajo de por vida en Pro del Teatro

Ha sido merecedor de un “Dorado”, siete “Casandra” y varios “Talía de Plata”.

### Presidencia de la República Dominicana
- Condecoración de la Orden Juan Pablo Duarte
- Reconocimiento a la Excelencia Profesional

### Jaycee´s International
- 2002: Círculo Supremo de Plata

### Universidad Tecnológica de Santiago UTESA
- 2010: Magister Populis título honoris causa

### Ministerio de Cultura de la República Dominicana
- 2011: Gloria Nacional del Teatro